# Georgina Dufoix
Georgina Dufoix z domu Nègre (ur. 16 lutego 1942 w Paryżu) – francuska działaczka polityczna, samorządowa i społeczna, minister stosunków społecznych i solidarności, deputowana.

## Życiorys
Z wykształcenia ekonomistka, kształciła się na uniwersytetach w Montpellier i Paryżu. Zaangażowała się w działalność polityczną w ramach Partii Socjalistycznej. Zasiadała w radzie miejskiej w Nîmes (1977–1989) oraz w radzie departamentu Gard (1982–1985).
Od maja 1981 do lipca 1984 była sekretarzem stanu ds. rodziny w pierwszym, drugim i trzecim rządzie premiera Pierre’a Mauroy. Później do marca 1986 sprawowała urząd ministra stosunków społecznych i solidarności w gabinecie Laurenta Fabiusa, od grudnia 1984 pełniła również funkcję rzeczniki prasowej rządu. W latach 1986–1988 była deputowaną do Zgromadzenia Narodowego VIII kadencji. Od maja 1988 do czerwca 1988 zajmowała stanowisko ministra delegowanym ds. rodziny, praw kobiet, solidarności i repatriantów w pierwszym gabinecie Michela Rocarda. Od tegoż roku do 1993 sprawowała mandat posłanki IX kadencji.
W latach 1989–1992 pełniła funkcję przewodniczącej Francuskiego Czerwonego Krzyża. Od 1991 do 1997 zasiadała w radzie instytutu UNRISD. W połowie lat 90. zrezygnowała z aktywności politycznej, zajmując się uprawą winorośli i produkcją wina.